# Guillaume Pirouelle
Guillaume Pirouelle (16 de mayo de 1994) es un deportista francés que compite en vela en la clase 470. Ganó una medalla de plata en el Campeonato Europeo de 470 de 2017.

## Palmarés internacional
| \| Campeonato Europeo \| Campeonato Europeo \| Campeonato Europeo \| Campeonato Europeo \| \| Año \| Lugar \| Medalla \| Clase \| \| ------------------ \| ------------------ \| ------------------ \| ------------------ \| \| 2017 \| Mónaco (Mónaco) \| Medalla de plata \| 470 \| |                 |                  |       |
| Campeonato Europeo |                 |                  |       |
| Año | Lugar           | Medalla          | Clase |
| 2017 | Mónaco (Mónaco) | Medalla de plata | 470   |